# العلاقات البوتسوانية الناميبية
العلاقات البوتسوانية الناميبية هي العلاقات الثنائية بين بوتسوانا وناميبيا. حصلت بوتسوانا على استقلالها من بريطانيا في شهر سبتمبر من عام 1966، وحصلت ناميبيا على استقلالها من جنوب أفريقيا عام 1990 بعد حرب الاستقلال الناميبية. أقام البلدان علاقات دبلوماسية رسمية بُعيد ذلك. لدى بوتسوانا لجنة عليا تمثلها في ويندهوك، وبالمقابل لدى ناميبيا لجنة عليا تمثلها في غابورون.

## المعاهدات
إن بوتسوانا وناميبيا عضوان في مجموعة التنمية لأفريقيا الجنوبية التي تقع مقراتها في العاصمة البوتسوانية غابورون، وتهدف منظمة مجموعة التنمية لأفريقيا الجنوبية إلى زيادة سبل الاندماج والتعاون والتنسيق على الصعيد الاقتصادي-الاجتماعي وفي مجال التعاون السياسي والأمني بين دول منطقة أفريقيا الجنوبية.
لم توقع بوتسوانا وناميبيا على معاهدة خاصة بالحدود المشتركة بينهما بحلول عام 2008. وتبقى الحدود محددة في إطار المعاهدة الموقعة بتاريخ 1 يوليو عام 1890 بين بريطانيا العظمى وألمانيا، والتي حددت مجالات نفوذهما في أفريقيا. أدت الخلافات على ترسيم الحدود إلى توتر كبير في العلاقات بين حكومتي البلدين خلال تسعينات القرن العشرين.
اتفقت أنغولا وبوتسوانا وناميبيا على تشكيل لجنة حوض نهر أوكافانغو عام 1994، بهدف التوقيع على معاهدة تحكم الاستخدام المشترك لموارد المياه بين البلدان الثلاثة، ولكن كان التقدم نحو توقيع المعاهدة بطيئاً. وقعت كل من بوتسوانا وناميبيا ودول حوض زمبيزي الأخرى على اتفاق تشكيل لجنة مجاري زمبيزي المائية الهادفة لإدارة الموارد الواقعة على ضفاف نهر زمبيزي.

## التعاون الاقتصادي
وقعت شركتا طاقة ناميبيا وبوتسوانا اتفاقاً لإمداد الكهرباء إلى منطقة غانزي ومنطقة دي هوك في بوتسوانا وناميبيا على التتالي. أخذت بوتسوانا وناميبيا في عين الاعتبار العمل على التعاون بمجال تنمية خطوط اتصالات الألياف البصرية لتجاوز جنوب أفريقيا وسعياً لتخفيض التكاليف. عقدت جنوب أفريقيا وبوتسوانا وناميبيا وزيمبابوي مبيع قانوني مشترك لسبعة أطنان من العاج خلف الأبواب المغلقة في ناميبيا عام 2008، وتجاوزت عائدات المبيع 1.18 مليون دولار إلى الآمرين الصينيين واليابانيين. وافقت ناميبيا خلال شهر أكتوبر من عام 2008 على مقترح قدمته شركة خاصة يفيد بتصدير الفحم من بوتسوانا عبر خط سكك حديدية يصل إلى الموانئ الناميبية كان قد تقرر تشييده. تصل قيمة «منجم ممامابولا» حوالي 2.8 مليار طن من احتياطيات الفحم.

## الخلافات

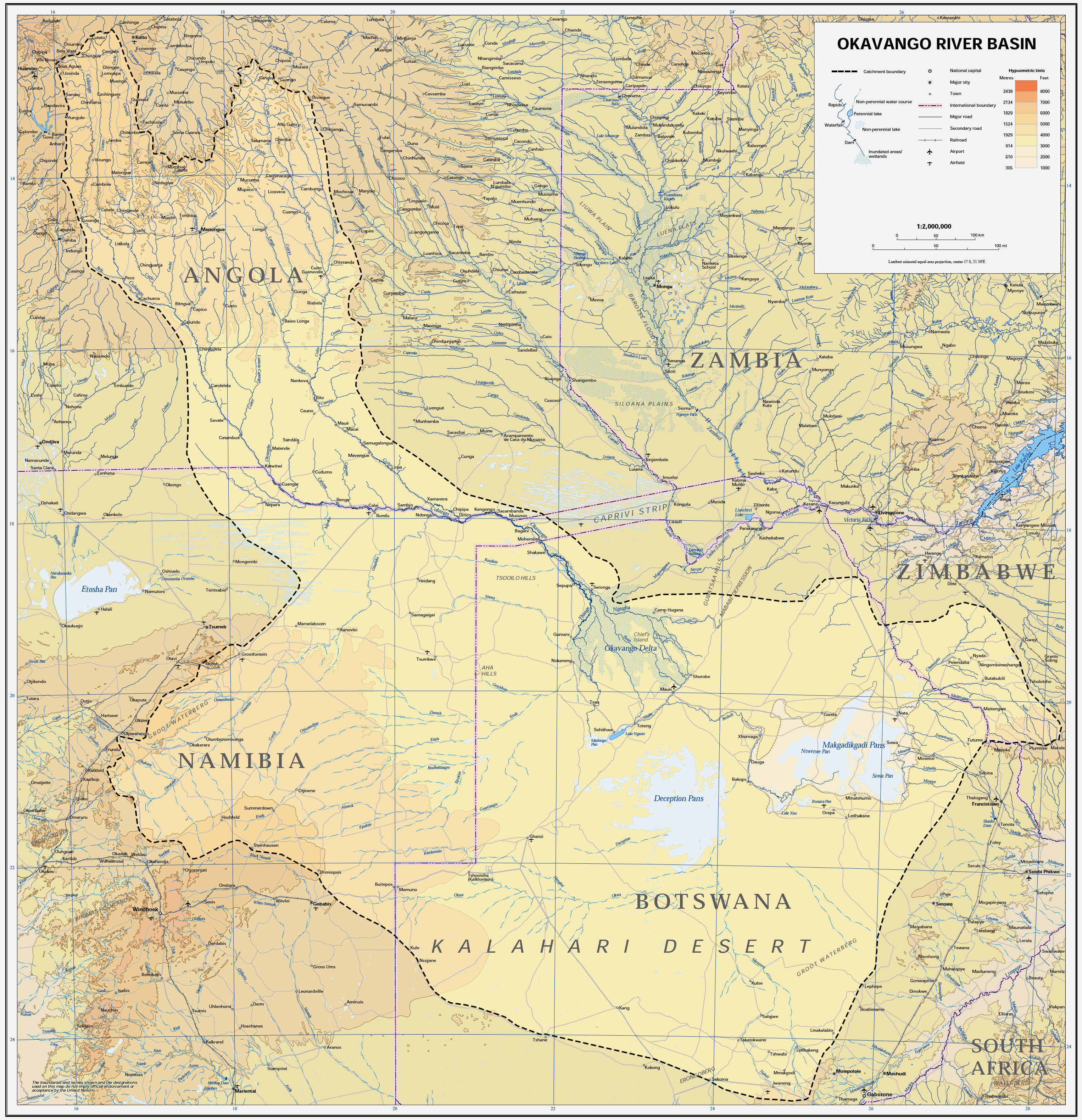
خريطة حوض نهر أوكافانغو.

واجهت ناميبيا وبوتسوانا خلافاً طويل الأمد على ملكية جزيرة سيدودو (المعروفة باسم جزيرة كاسيكيلي في ناميبيا) الواقعة في نهر كواندو، وتشكل الجزيرة جزءاً من الحدود بين البلدين. اعترف قضاة في حكم صادر عن المحكمة العالمية خلال شهر ديسمبر عام 1999 بسيادة بوتسوانا على الجزيرة. أفادت المفوضية السامية للأمم المتحدة لشؤون اللاجئين عن عبور ما يزيد عن 2,400 مواطن ناميبي للحدود في قطاع كابريفي خلال الفترة الممتدة من أكتوبر 1998 حتى فبراير 1999 باتجاه بوتسوانا.
تعد دلتا أوكافانغو ببوتسوانا منطقة مشهورة عالمياً بطيورها وحياتها البرية وتشكل مصدراً هاماً للقطاع السياحي في البلاد، وتعتمد المنطقة على نهر أوكافانغو الذي يتدفق من أنغولا ويمر بناميبيا. وكانت ناميبيا تواجه جفافاً طويلاً عام 1997 وأعلنت عن خطط لنقل المياه من النهر ما هدد بتدهور العلاقات بين البلدين.